# Club-X
Le Club-X est un groupe fictif appartenant à l’univers de Marvel Comics.

## Histoire fictive
Ce groupe est l'idée du Fauve et d’Archangel. Il a été fondé à la suite du crossover Messiah Complex, en vue de trouver des solutions pour sauvegarder l’espèce mutante. Madison Jeffries et le Docteur Némésis furent également intégrés à l'équipe.
C'est à l'occasion de la première mission de ce groupe, qui consistait à retrouver le savant japonais Yuriko Takiguchi et à lui faire intégrer l'équipe, que la double identité de Warren fut dévoilée.